# Brignac (Hérault)
Pour les articles homonymes, voir Brignac.
Brignac (en occitan Brinhac) est une commune française située dans le centre du département de l'Hérault, en région Occitanie.
Exposée à un climat méditerranéen, elle est drainée par la Lergue, le Garel, le Ronel et par un autre cours d'eau. La commune possède un patrimoine naturel remarquable composé de deux zones naturelles d'intérêt écologique, faunistique et floristique.
Brignac est une commune rurale qui compte 971 habitants en 2022, après avoir connu une forte hausse de la population depuis 1975.  Elle fait partie de l'aire d'attraction de Montpellier. Ses habitants sont appelés les Brignacois ou  Brignacoises.

## Géographie

### Hydrographie
La Lergue, le ruisseau de Tieulade, le ruisseau du Dausso sont les principaux cours d'eau parcourant la commune.

### Communes limitrophes

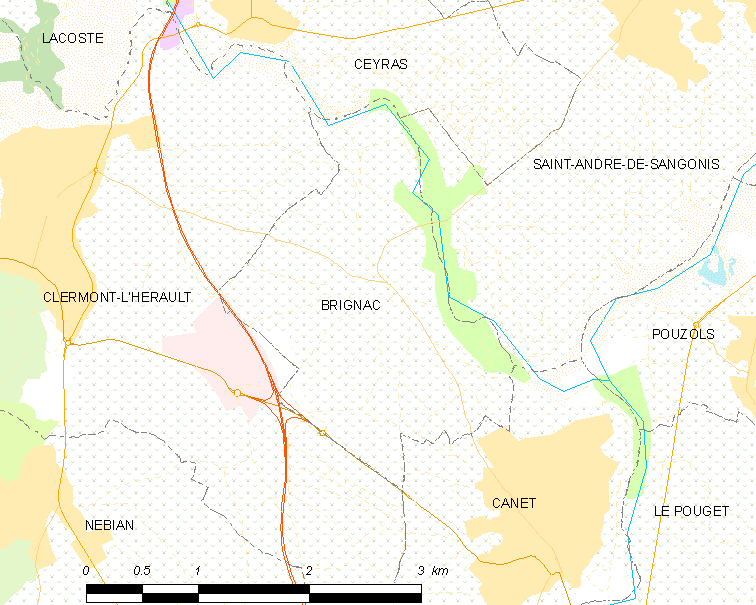
Carte du territoire communal.

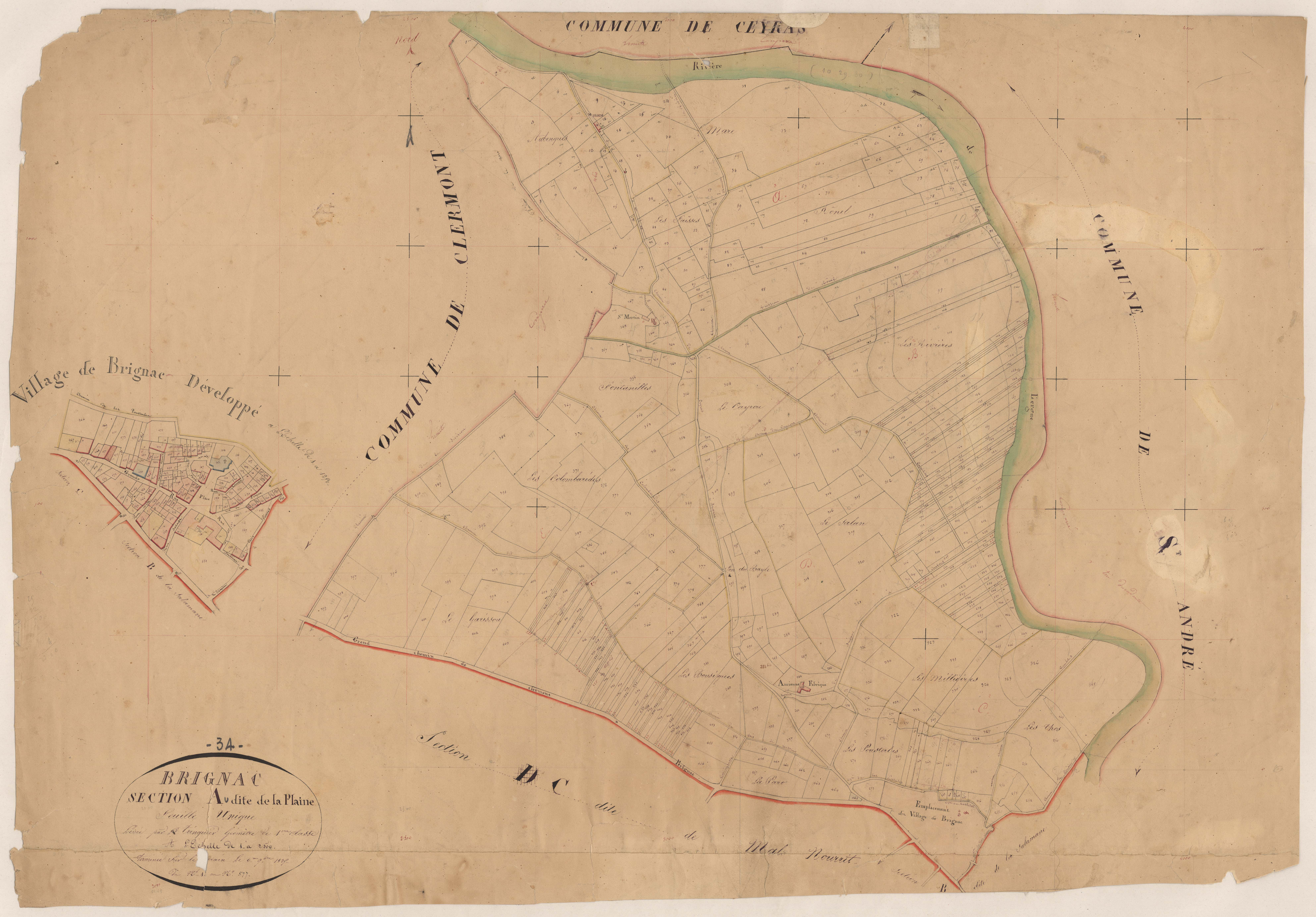
Plan cadastral de la commune datant de 1835.

|                    | Ceyras  |                         |
| Clermont-l'Hérault | Brignac | Saint-André-de-Sangonis |
| Nébian             |         | Canet                   |

### Climat
Pour des articles plus généraux, voir Climat de l'Occitanie et Climat de l'Hérault.
En 2010, le climat de la commune est de type climat méditerranéen franc, selon une étude s'appuyant sur une série de données couvrant la période 1971-2000. En 2020, Météo-France publie une typologie des climats de la France métropolitaine dans laquelle la commune est exposée à un climat méditerranéen et est dans la région climatique  Provence, Languedoc-Roussillon, caractérisée par une pluviométrie faible en été, un très bon ensoleillement (2 600 h/an), un été chaud (21,5 °C), un air très sec en été, sec en toutes saisons, des vents forts (fréquence de 40 à 50 % de vents > 5 m/s) et peu de brouillards.
Pour la période 1971-2000, la température annuelle moyenne est de 14,6 °C, avec une amplitude thermique annuelle de 16,5 °C. Le cumul annuel moyen de précipitations est de 709 mm, avec 6,5 jours de précipitations en janvier et 2,8 jours en juillet. Pour la période 1991-2020, la température moyenne annuelle observée sur la station météorologique la plus proche, située sur la commune de Saint-André-de-Sangonis à 4 km à vol d'oiseau, est de 15,5 °C et le cumul annuel moyen de précipitations est de 652,4 mm,. Pour l'avenir, les paramètres climatiques de la commune estimés pour 2050 selon différents scénarios d’émission de gaz à effet de serre sont consultables sur un site dédié publié par Météo-France en novembre 2022.

### Milieux naturels et biodiversité
L’inventaire des zones naturelles d'intérêt écologique, faunistique et floristique (ZNIEFF) a pour objectif de réaliser une couverture des zones les plus intéressantes sur le plan écologique, essentiellement dans la perspective d’améliorer la connaissance du patrimoine naturel national et de fournir aux différents décideurs un outil d’aide à la prise en compte de l’environnement dans l’aménagement du territoire.
Une ZNIEFF de type 1 est recensée sur la commune :
la « vallée de la Lergue » (225 ha), couvrant 8 communes du département et une ZNIEFF de type 2, : 
le « cours moyen de l'Hérault et de la Lergue » (976 ha), couvrant 22 communes du département.

Carte des ZNIEFF de type 1 et 2 à Brignac.
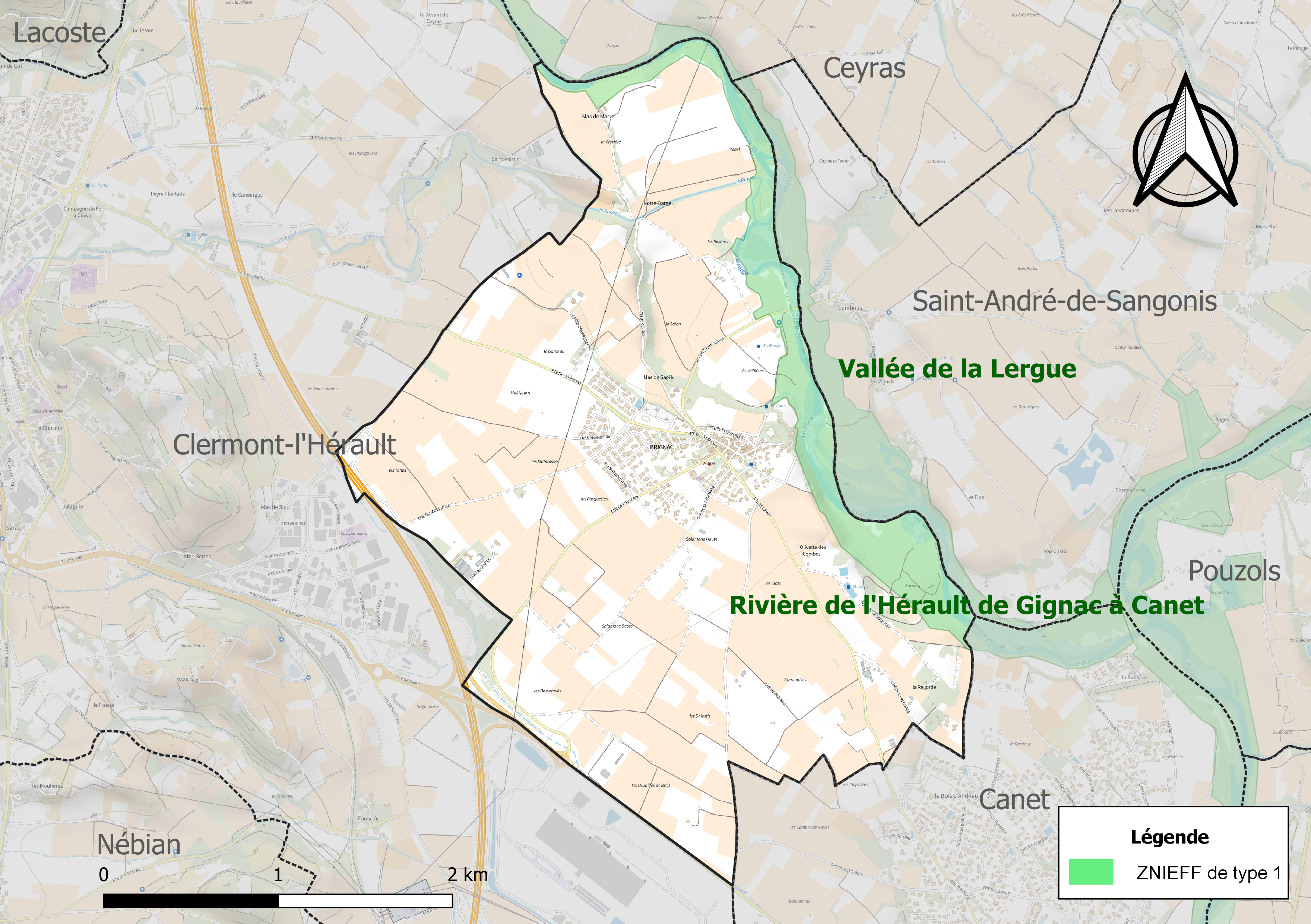
Carte de la ZNIEFF de type 1 sur la commune.
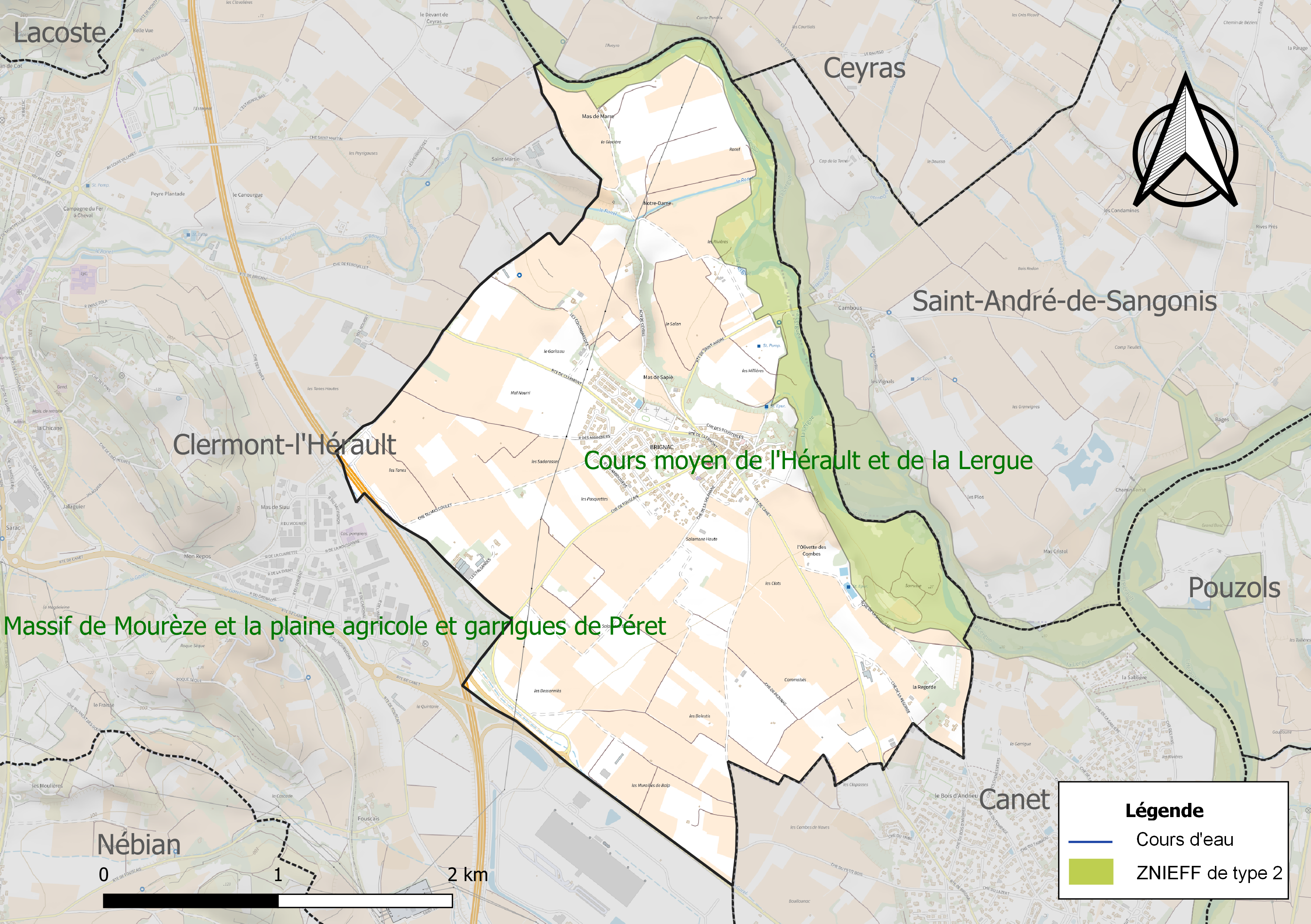
Carte de la ZNIEFF de type 2 sur la commune.

## Urbanisme

### Typologie
Au 1er janvier 2024, Brignac est catégorisée bourg rural, selon la nouvelle grille communale de densité à sept niveaux définie par l'Insee en 2022.
Elle est située hors unité urbaine. Par ailleurs la commune fait partie de l'aire d'attraction de Montpellier, dont elle est une commune de la couronne,. Cette aire, qui regroupe 161 communes, est catégorisée dans les aires de 700 000 habitants ou plus (hors Paris),.

### Occupation des sols
L'occupation des sols de la commune, telle qu'elle ressort de la base de données européenne d’occupation biophysique des sols Corine Land Cover (CLC), est marquée par l'importance des territoires agricoles (80,8 % en 2018), en diminution par rapport à 1990 (89,4 %). La répartition détaillée en 2018 est la suivante : 
cultures permanentes (80 %), forêts (9,8 %), zones urbanisées (6,5 %), zones industrielles ou commerciales et réseaux de communication (2,4 %), zones agricoles hétérogènes (0,8 %), milieux à végétation arbustive et/ou herbacée (0,4 %). L'évolution de l’occupation des sols de la commune et de ses infrastructures peut être observée sur les différentes représentations cartographiques du territoire : la carte de Cassini (XVIIIe siècle), la carte d'état-major (1820-1866) et les cartes ou photos aériennes de l'IGN pour la période actuelle (1950 à aujourd'hui).

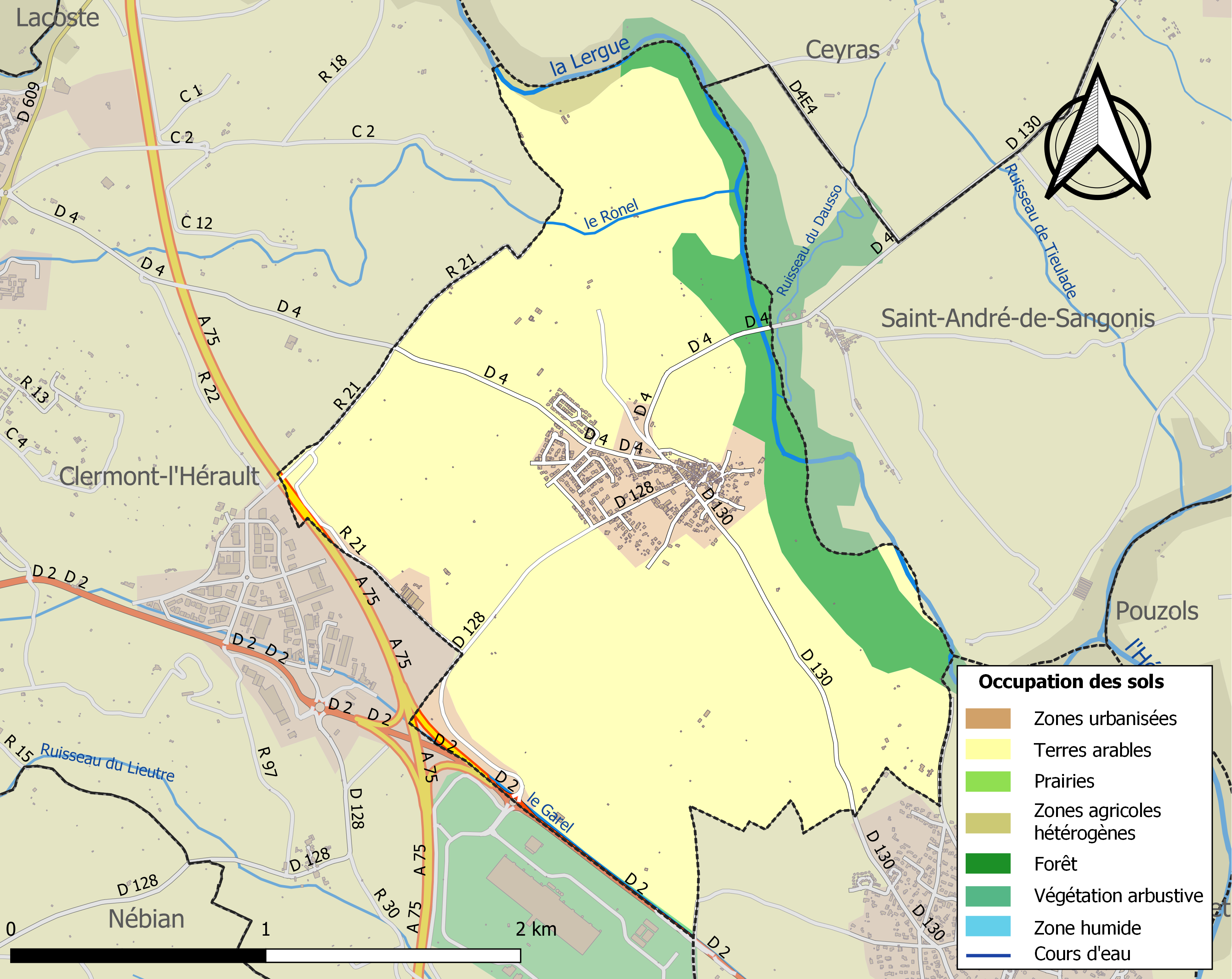
Carte des infrastructures et de l'occupation des sols de la commune en 2018 (CLC).

### Risques majeurs
Le territoire de la commune de Brignac est vulnérable à différents aléas naturels : météorologiques (tempête, orage, neige, grand froid, canicule ou sécheresse), inondations et séisme (sismicité faible). Il est également exposé à un risque technologique, la rupture d'un barrage. Un site publié par le BRGM permet d'évaluer simplement et rapidement les risques d'un bien localisé soit par son adresse soit par le numéro de sa parcelle.

#### Risques naturels
Certaines parties du territoire communal sont susceptibles d’être affectées par le risque d’inondation par débordement de cours d'eau, notamment la Lergue. La commune a été reconnue en état de catastrophe naturelle au titre des dommages causés par les inondations et coulées de boue survenues en 1982, 1994, 1996, 1997, 2002, 2006, 2014, 2015 et 2019,.
Brignac est exposée au risque de feu de forêt du fait de la présence sur son territoire. Un plan départemental de protection des forêts contre les incendies (PDPFCI) a été approuvé en juin 2013 et court jusqu'en 2022, où il doit être renouvelé. Les mesures individuelles de prévention contre les incendies sont précisées par deux arrêtés préfectoraux et s’appliquent dans les zones exposées aux incendies de forêt et à moins de 200 mètres de celles-ci. L’arrêté du 25 avril 2002 réglemente l'emploi du feu en interdisant notamment d’apporter du feu, de fumer et de jeter des mégots de cigarette dans les espaces sensibles et sur les voies qui les traversent sous peine de sanctions. L'arrêté du 11 mars 2013 rend le débroussaillement obligatoire, incombant au propriétaire ou ayant droit,.

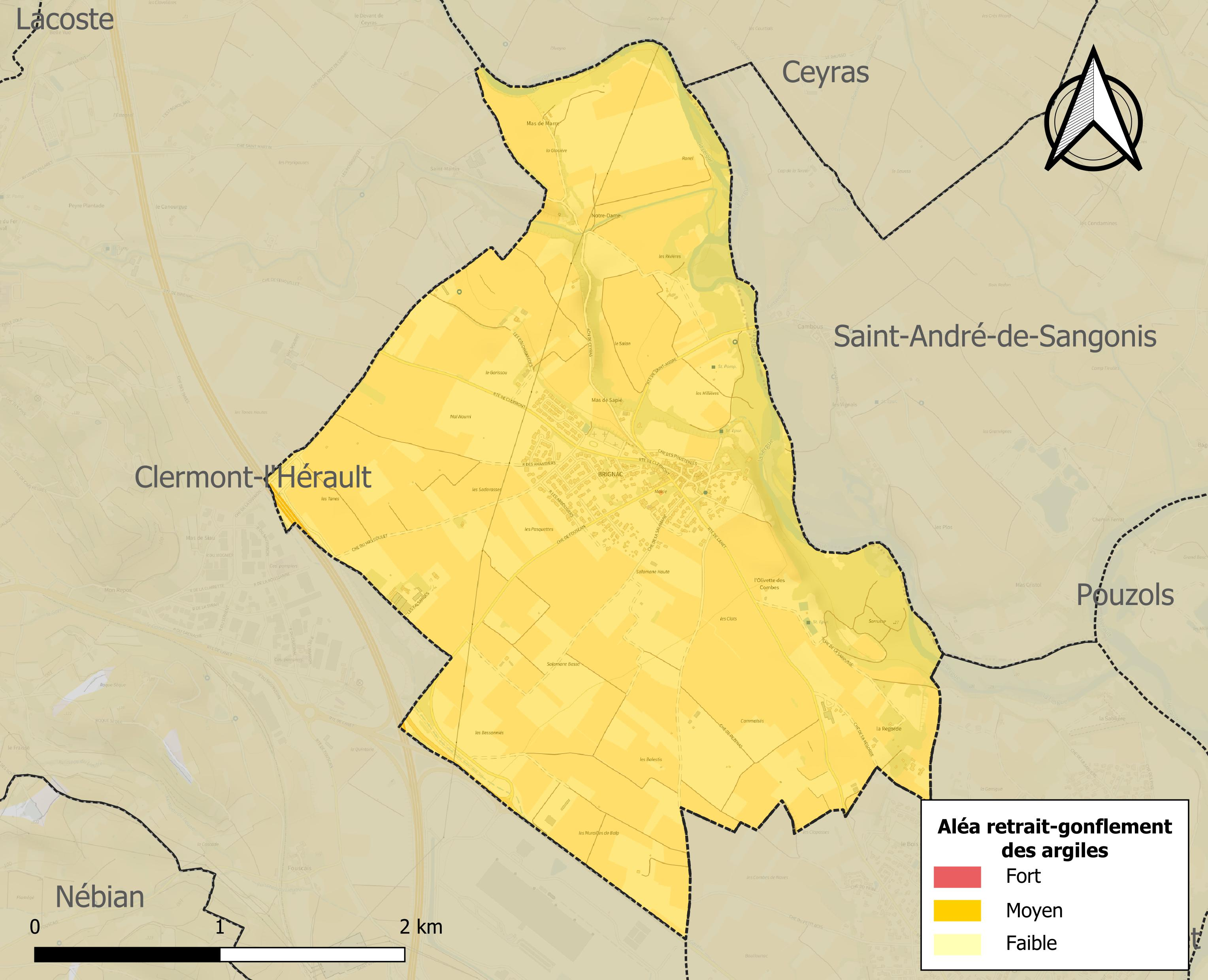
Carte des zones d'aléa retrait-gonflement des sols argileux de Brignac.

Le retrait-gonflement des sols argileux est susceptible d'engendrer des dommages importants aux bâtiments en cas d’alternance de périodes de sécheresse et de pluie. La totalité de la commune est en aléa moyen ou fort (59,3 % au niveau départemental et 48,5 % au niveau national). Sur les 339 bâtiments dénombrés sur la commune en 2019, 339 sont en aléa moyen ou fort, soit 100 %, à comparer aux 85 % au niveau départemental et 54 % au niveau national. Une cartographie de l'exposition du territoire national au retrait gonflement des sols argileux est disponible sur le site du BRGM,.
Par ailleurs, afin de mieux appréhender le risque d’affaissement de terrain, l'inventaire national des cavités souterraines permet de localiser celles situées sur la commune.
Concernant les mouvements de terrains, la commune a été reconnue en état de catastrophe naturelle au titre des dommages causés par la sécheresse en 2019 et par des mouvements de terrain en 2015.

#### Risques technologiques
La commune est en outre située en aval du Barrage du Salagou, un ouvrage de classe A sur le Salagou, mis en service en 1968 et disposant d'une retenue de 102 millions de mètres cubes. À ce titre elle est susceptible d’être touchée par l’onde de submersion consécutive à la rupture de cet ouvrage.

## Héraldique
| Blason de Brignac | Blason  | D'or à 2 renards contournés regardants de gueules passant l'un sur l'autre. |
| Blason de Brignac | Détails | Le statut officiel du blason reste à déterminer.                            |

## Politique et administration
| Période   | Période                   | Identité             | Étiquette | Qualité  |
| --------- | ------------------------- | -------------------- | --------- | -------- |
| 1944      | 1945                      | Léopold Marragou     |           |          |
| 1945      | 1970                      | Edmond Audibert      |           |          |
| 1970      | 1970                      | Jean Delmas          |           |          |
| 1970      | 1977                      | Robert Poussonnel    |           |          |
| 1977      | 1989                      | Jean-Jacques Cozon   |           |          |
| 1989      | 1995                      | René Barral          |           |          |
| 1995      | mars 2008                 | Jean-Pierre Caucanas | PS        |          |
| mars 2008 | mai 2020                  | Henri Jurquet        | UMP-LR    | Retraité |
| mai 2020  | En cours (au 23 mai 2020) | Marina Bourrel       | SE        |          |

## Démographie
L'évolution du nombre d'habitants est connue à travers les recensements de la population effectués dans la commune depuis 1793. Pour les communes de moins de 10 000 habitants, une enquête de recensement portant sur toute la population est réalisée tous les cinq ans, les populations de référence des années intermédiaires étant quant à elles estimées par interpolation ou extrapolation. Pour la commune, le premier recensement exhaustif entrant dans le cadre du nouveau dispositif a été réalisé en 2008.

En 2022, la commune comptait 971 habitants, en évolution de +12,25 % par rapport à 2016 (Hérault : +7,49 %, France hors Mayotte : +2,11 %).
| 1793 | 1800 | 1806 | 1821 | 1831 | 1836 | 1841 | 1846 | 1851 |
| ---- | ---- | ---- | ---- | ---- | ---- | ---- | ---- | ---- |
| 178  | 209  | 272  | 273  | 281  | 298  | 300  | 301  | 292  |

| 1856 | 1861 | 1866 | 1872 | 1876 | 1881 | 1886 | 1891 | 1896 |
| ---- | ---- | ---- | ---- | ---- | ---- | ---- | ---- | ---- |
| 301  | 302  | 315  | 304  | 276  | 261  | 241  | 253  | 252  |

| 1901 | 1906 | 1911 | 1921 | 1926 | 1931 | 1936 | 1946 | 1954 |
| ---- | ---- | ---- | ---- | ---- | ---- | ---- | ---- | ---- |
| 248  | 270  | 268  | 254  | 263  | 311  | 254  | 222  | 252  |

| 1962 | 1968 | 1975 | 1982 | 1990 | 1999 | 2006 | 2008 | 2013 |
| ---- | ---- | ---- | ---- | ---- | ---- | ---- | ---- | ---- |
| 237  | 232  | 198  | 239  | 317  | 345  | 516  | 565  | 766  |

| 2018 | 2022 | - | - | - | - | - | - | - |
| ---- | ---- | - | - | - | - | - | - | - |
| 912  | 971  | - | - | - | - | - | - | - |

## Économie

### Revenus
En 2018, la commune compte 348 ménages fiscaux, regroupant 960 personnes. La médiane du revenu disponible par unité de consommation est de 19 980 € (20 330 € dans le département).

### Emploi
|                | 2008   | 2013   | 2018  |
| -------------- | ------ | ------ | ----- |
| Commune        | 7,3 %  | 8,2 %  | 7,5 % |
| Département    | 10,1 % | 11,9 % | 12 %  |
| France entière | 8,3 %  | 10 %   | 10 %  |

En 2018, la population âgée de 15 à 64 ans s'élève à 577 personnes, parmi lesquelles on compte 77,8 % d'actifs (70,4 % ayant un emploi et 7,5 % de chômeurs) et 22,2 % d'inactifs,. Depuis 2008, le taux de chômage communal (au sens du recensement) des 15-64 ans est inférieur à celui de la France et du département.
La commune fait partie de la couronne de l'aire d'attraction de Montpellier, du fait qu'au moins 15 % des actifs travaillent dans le pôle,. Elle compte 87 emplois en 2018, contre 68 en 2013 et 66 en 2008. Le nombre d'actifs ayant un emploi résidant dans la commune est de 408, soit un indicateur de concentration d'emploi de 21,3 % et un taux d'activité parmi les 15 ans ou plus de 67 %.
Sur ces 408 actifs de 15 ans ou plus ayant un emploi, 69 travaillent dans la commune, soit 17 % des habitants. Pour se rendre au travail, 90 % des habitants utilisent un véhicule personnel ou de fonction à quatre roues, 1 % les transports en commun, 3,2 % s'y rendent en deux-roues, à vélo ou à pied et 5,9 % n'ont pas besoin de transport (travail au domicile).

### Activités hors agriculture

#### Secteurs d'activités
62 établissements sont implantés  à Brignac au 31 décembre 2019. Le tableau ci-dessous en détaille le nombre par secteur d'activité et compare les ratios avec ceux du département,.
| Secteur d'activité                                                                                        | Commune | Commune | Département |
| Secteur d'activité                                                                                        | Nombre  | %       | %           |
| --- | ------- | ------- | ----------- |
| Ensemble                                                                                                  | 62      |         |             |
| Industrie manufacturière, industries extractives et autres                                                | 6       | 9,7 %   | (6,7 %)     |
| Construction                                                                                              | 19      | 30,6 %  | (14,1 %)    |
| Commerce de gros et de détail, transports, hébergement et restauration                                    | 17      | 27,4 %  | (28 %)      |
| Information et communication                                                                              | 2       | 3,2 %   | (3,3 %)     |
| Activités financières et d'assurance                                                                      | 1       | 1,6 %   | (3,2 %)     |
| Activités spécialisées, scientifiques et techniques et activités de services administratifs et de soutien | 8       | 12,9 %  | (17,1 %)    |
| Administration publique, enseignement, santé humaine et action sociale                                    | 1       | 1,6 %   | (14,2 %)    |
| Autres activités de services                                                                              | 8       | 12,9 %  | (8,1 %)     |

Le secteur de la construction est prépondérant sur la commune puisqu'il représente 30,6 % du nombre total d'établissements de la commune (19 sur les 62 entreprises implantées  à Brignac), contre 14,1 % au niveau départemental.

#### Entreprises et commerces
L'entreprise ayant son siège social sur le territoire communal qui génère le plus de chiffre d'affaires en 2020 est : 
- Daries Metal, travaux de menuiserie métallique et serrurerie (139 k€)

### Agriculture
La commune est dans le « Soubergues », une petite région agricole occupant le nord-est du département de l'Hérault. En 2020, l'orientation technico-économique de l'agriculture  sur la commune est la viticulture.
|               | 1988 | 2000 | 2010 | 2020 |
| ------------- | ---- | ---- | ---- | ---- |
| Exploitations | 29   | 24   | 20   | 19   |
| SAU (ha)      | 205  | 226  | 347  | 206  |

Le nombre d'exploitations agricoles en activité et ayant leur siège dans la commune est passé de 29 lors du recensement agricole de 1988  à 24 en 2000 puis à 20 en 2010 et enfin à 19 en 2020, soit une baisse de 34 % en 32 ans. Le même mouvement est observé à l'échelle du département qui a perdu pendant cette période 67 % de ses exploitations,. La surface agricole utilisée sur la commune a quant à elle augmenté, passant de 205 ha en 1988 à 206 ha en 2020. Parallèlement la surface agricole utilisée moyenne par exploitation a augmenté, passant de 7 à 11 ha.

## Culture locale et patrimoine

### Lieux et monuments
- Église Saint-Pierre-ès-Liens de Brignac.

### Personnalités liées à la commune
- Paul Santy (1887-1970), médecin agrégé, professeur à la faculté de Lyon qui s’est distingué en chirurgie générale, abdominale, thoracique et notamment pulmonaire et cardiaque, dans la lutte anticancéreuse et  dans le développement de l’anesthésie et de la réanimation.